# Зонаро, Фаусто
Фаусто Зонаро (итал. Fausto Zonaro; 18 сентября 1854 — 19 июля 1929) — итальянский художник, ориенталист, наиболее известный своими реалистическими картинами из истории Османской империи.

## Биография
Фаусто Зонаро родился в городе Мази провинции Падуя, тогда части Австрийской империи. Он был старшим сыном каменотёса Маурицио Зонаро и его жены Элизабетты Бертончин. Отец желал, чтобы Фаусто также стал каменщиком, поэтому мальчик с детства обучался рисованию. С согласия родителей он поступил сначала в технический институт в Лендинаре, затем в Академию Чинароли в Вероне под руководством Наполеона Нани. Фаусто открыл небольшую художественную школу и студию в Венеции, но часто ездил и в Неаполь. В то время он не ощущал ясной цели в своей жизни.
Он активно выставлял работы на выставке и завоевал уважение критиков. Зонаро писал в основном жанровые картины маслом и акварелью. В 1883 году в Милане он представил свои работы «Неаполитанские гуляки в Сант-Эльмо» и «Пинчо», а затем в Риме — «Идущая корова», «Страдающий», «Неаполитанские швеи» и «Il saponaro». В 1884 году в Турине показаны «Шторм» (Tempesta), «Первенец» (Primo nato), «Первый гром» (Primo tuono) и «Zoccolaro of Naples»; в 1887 году в Венеции — «В ожидании» (In attesa), «Al Redentoretto», и «Жемчужина» (Lavoratrice di perle). Лаворатрисе Ди перле. В доме Камерини в Падуе также представлены два полотна: "I pigiatori " и «In medio stat virtus».
Поворотный момент в карьере Зонаро произошёл в 1891 году, когда он влюбился в Элизабетту Панте, свою ученицу из Венеции. Вместе они отправились в Стамбул — столицу Османской империи, под влиянием книги Эдмондо Де Амичиса «Constantinopoli».

### В Стамбуле

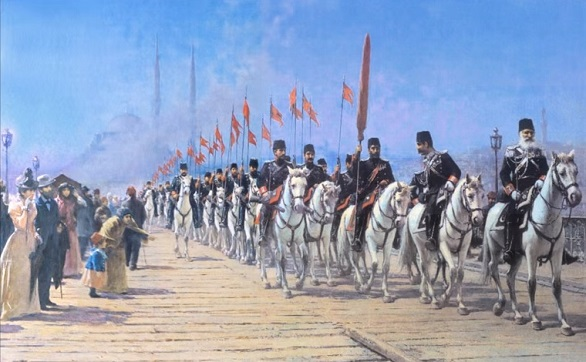
Имперский полк Эртугрула на Галатском мосту (1901)

В 1892 году Зонаро и Панте поженились и поселились в Пера, недалеко от Стамбула.
В Стамбуле со временем художник получил покровительство в аристократических кругах. Министр протокола Мунир-паша пригласил его посетить дворец Йылдыз и встретиться с влиятельным местным художником Османом Хамди-беем. Зонаро стал преподавателем живописи жены паши, а в 1896 году назначен придворным живописцем (осман. Ressam-ı Hazret-i Şehriyari‎), благодаря совету российского посла, который познакомил султана Абдул-Хамида II с работой художника «Имперский полк Эртугрула на Галатском мосту» (Il reggimento imperiale di Ertugrul sul ponte di Galata). Султан затем купил эту картину.
Султан позже заказал у Зонаро серию картин на тему жизни османского султана XV века Мехмеда II. Занимая должность придворного живописца, Зонаро считал себя преемником венецианского живописца Джентиле Беллини, которому Мехмед II поручил написать свой портрет более 300 лет назад.
За время пребывания в Стамбуле Зонаро стал свидетелем дня Ашуры, проводимого мусульманами-шиитами на 10-й день месяца мухаррам. Это вдохновило художника написать свою знаменитую картину «Десятый день мухаррама».

### Возвращение в Италию
В 1909 году Зонаро вернулись в Италию после Младотурецкой революции, которая свергла режим Абдул-Хамида II и установила в стране конституционную монархию. После него не было художника при Османском дворе. Зонаро поселился в Санремо, где писал пейзажи итальянской и соседней французской Ривьеры до конца своих дней.
В 1920 году художник расстался с женой и переехал жить к дочери. Спустя 9 лет он скончался и был похоронен на кладбище Санремо. На его надгробном камне высечена османская тугра, которая свидетельствует, что Зонаро был придворным художником Османов.

## Творчество

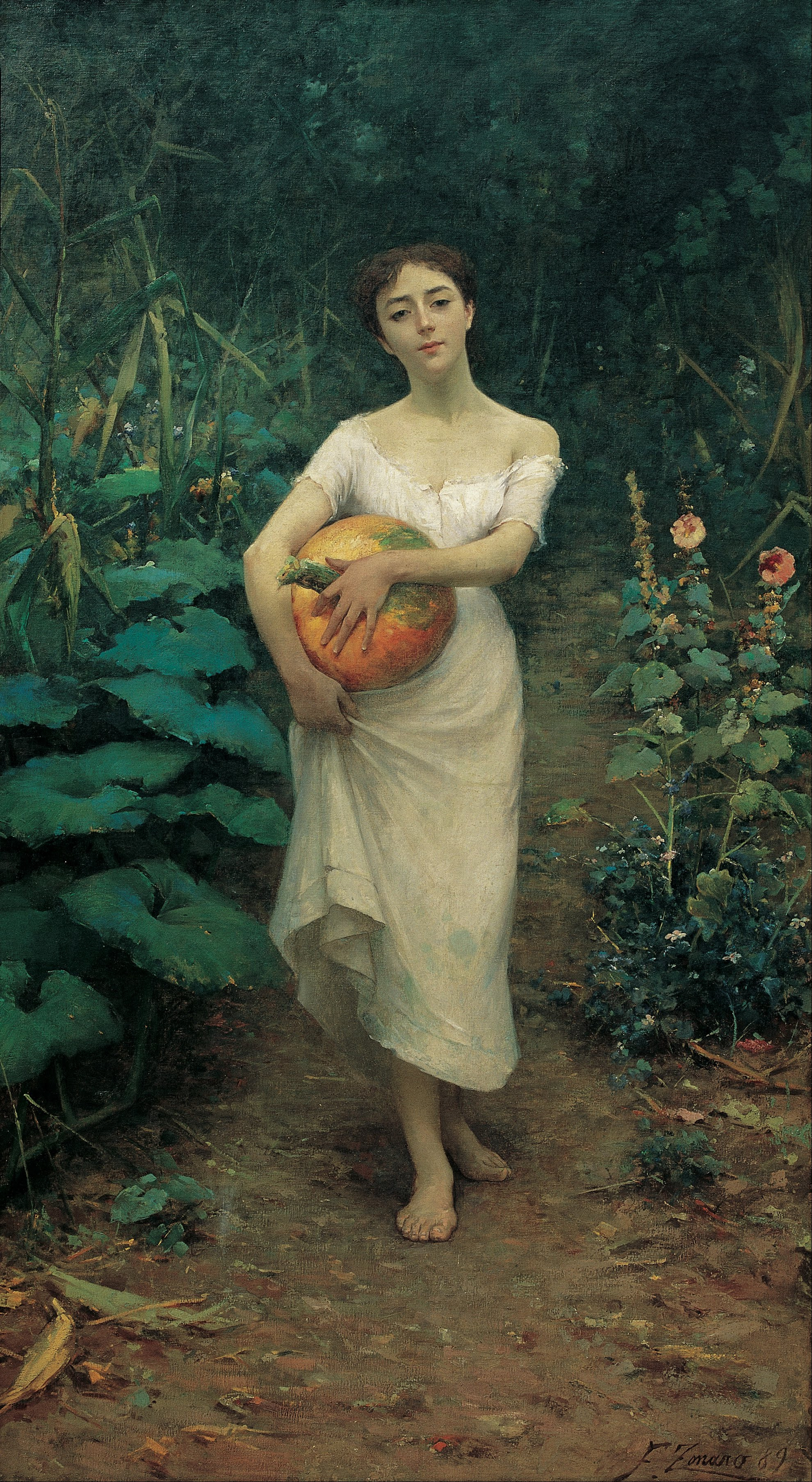
Девушка с тыквой (1889)

Зонаро писал портреты, пейзажи и исторические полотна. Зонаро считается одним из тех, кто внёс весомый вклад в развитие искусства по западному образцу в Турции. Он был плодовитым художником и создал сотни работ, большинство из которых посвящены истории Османской империи. Выставка его работ во Флоренции 1977 года получила широкое признание в мире искусства.
Сегодня большинство работ Зонаро выставлены в музеях Стамбула: Топкапы, Долмабахче Военном музее Стамбула, Музее Сакиб Сабанчи, Музее Пера. Некоторые работы остаются в частных коллекциях Турции.

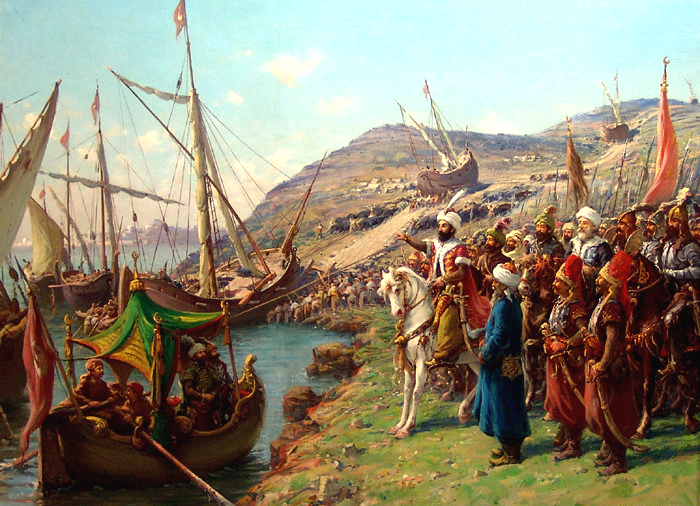
Мехмед II при осаде Константинополя, Музей живописи национальных дворцов.
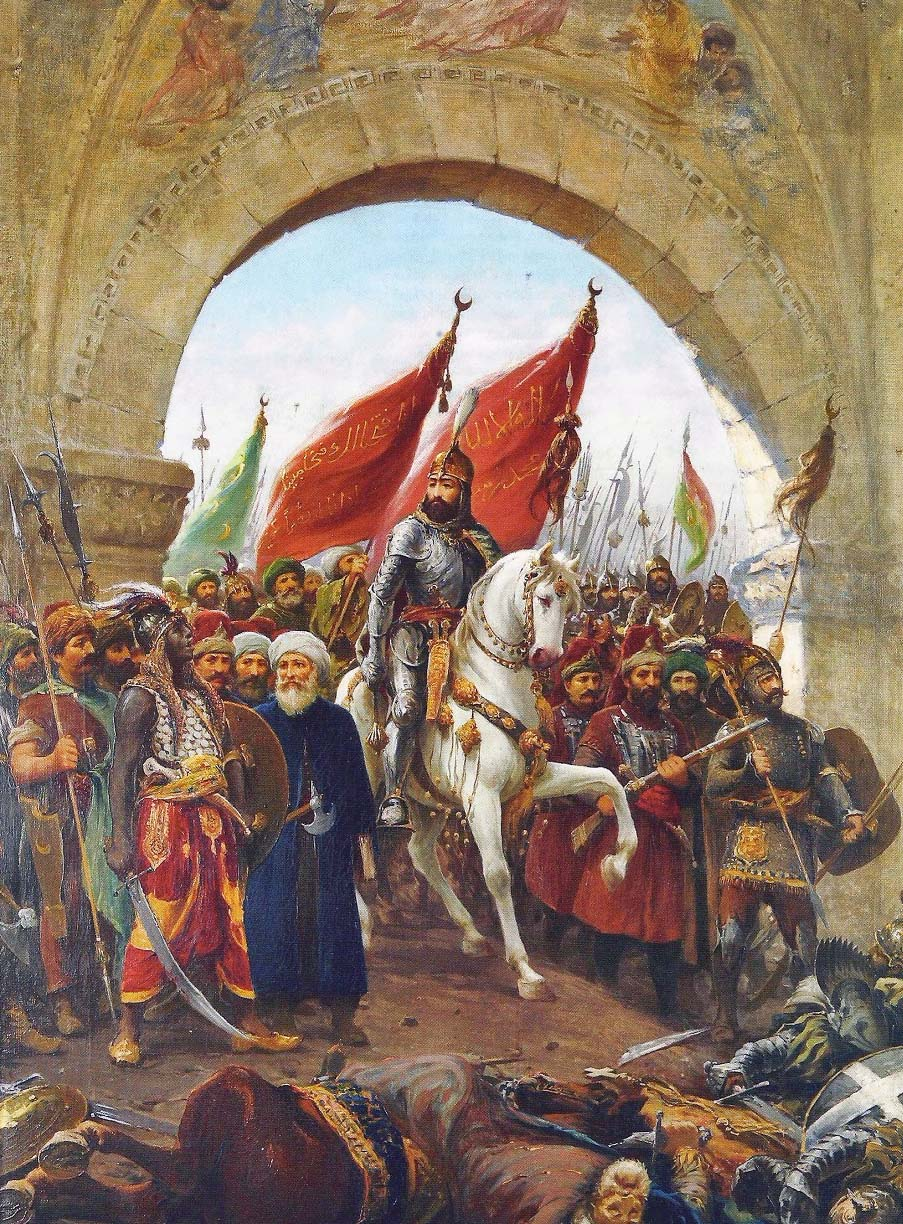
Мехмед II вступает в Константинополь, Музей живописи национальных дворцов.
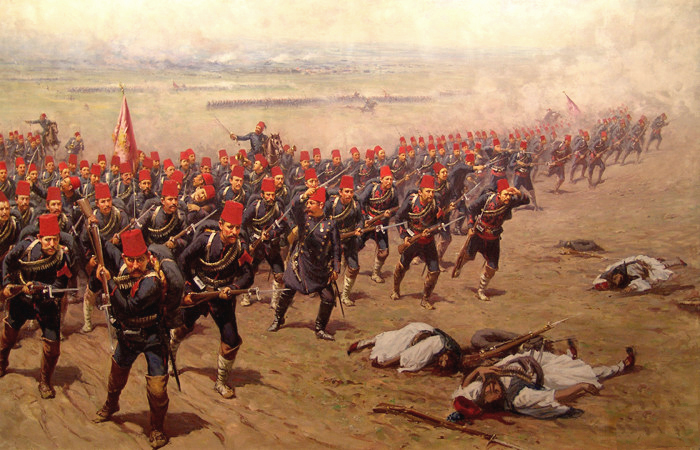
Сражение при Домокосе (1897), греко-турецкая война 1897 года (1897)
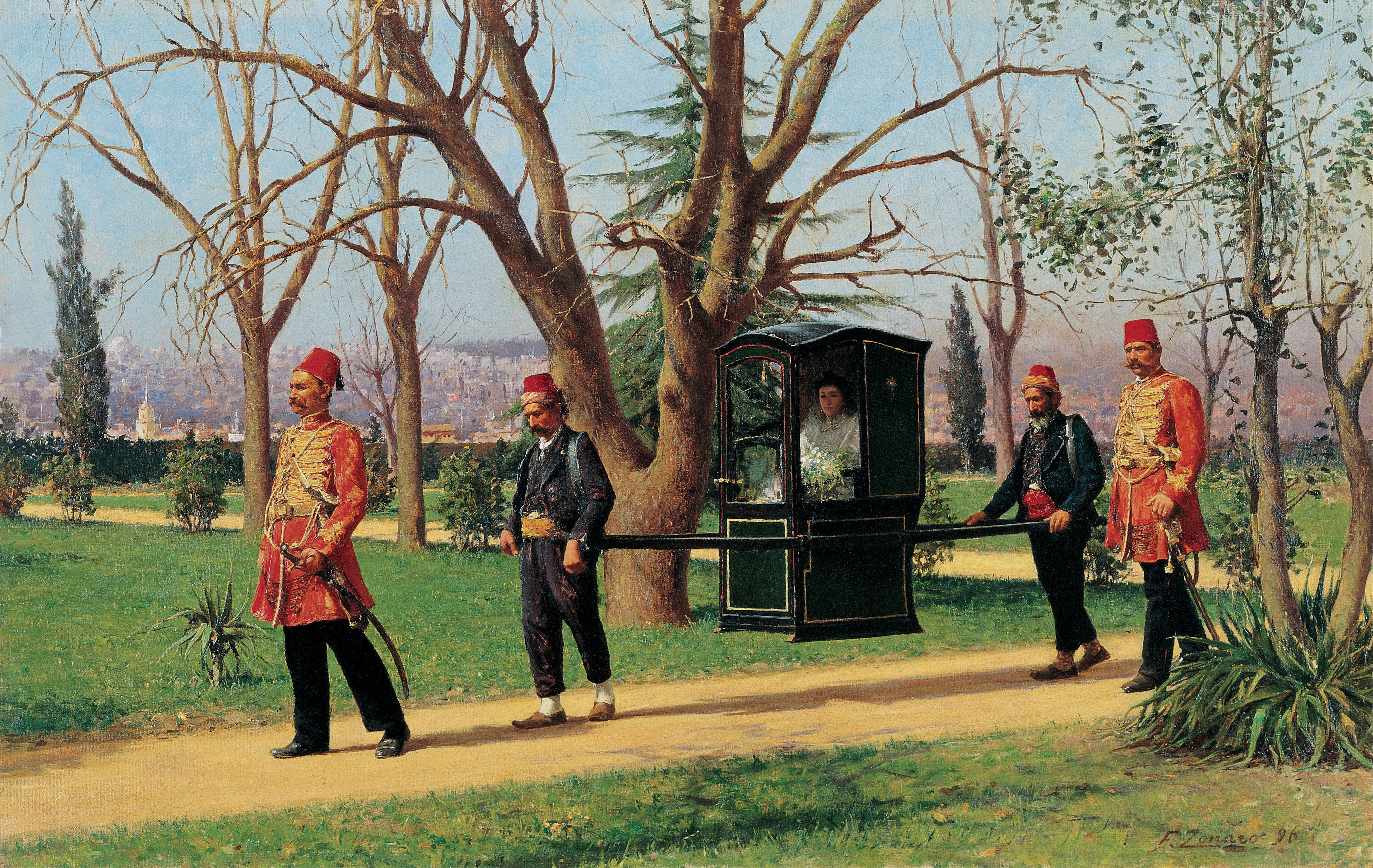
Дочь английского посла в паланкине (конец XIX века)
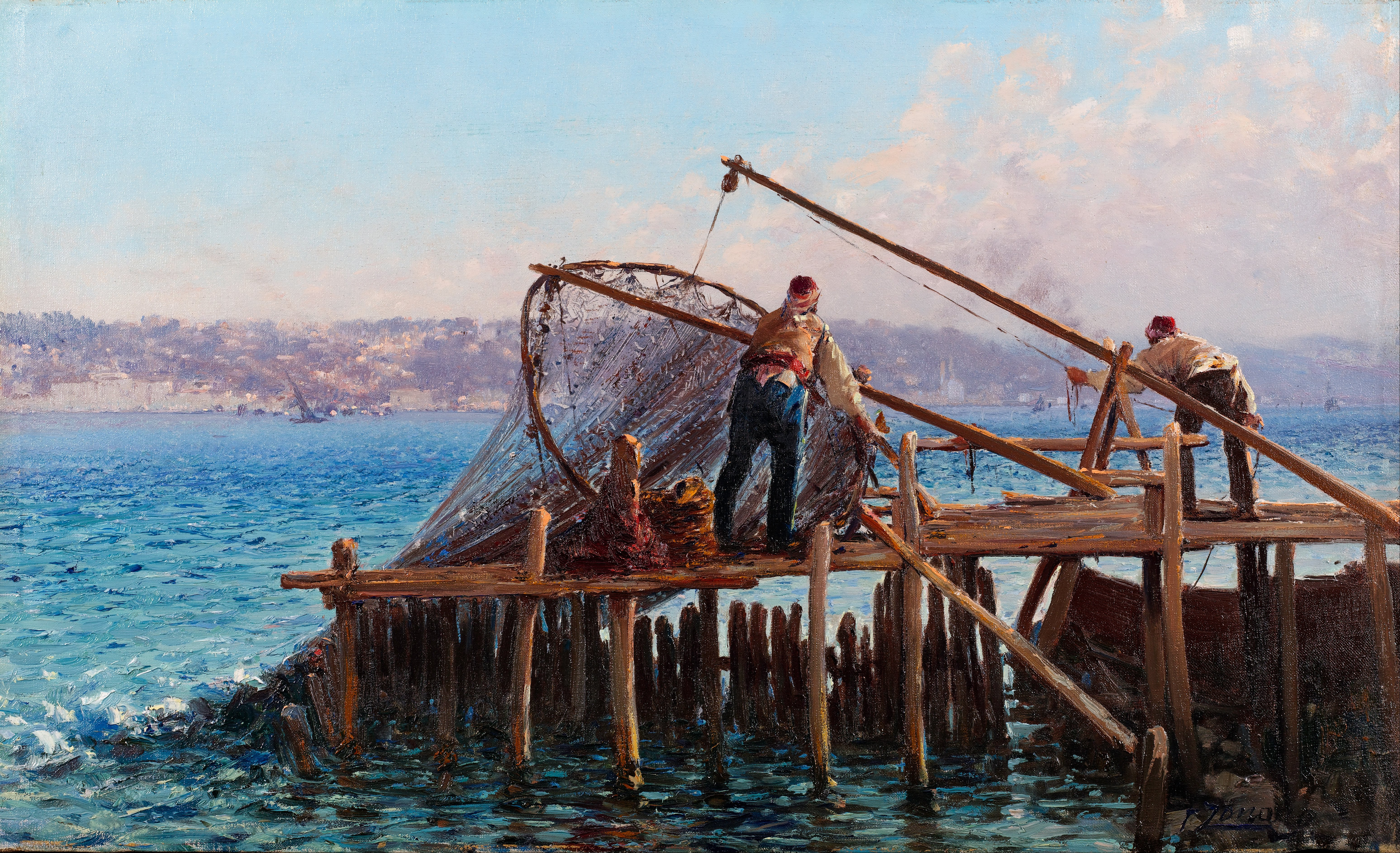
Рыбаки с уловом (1891 - 1910)
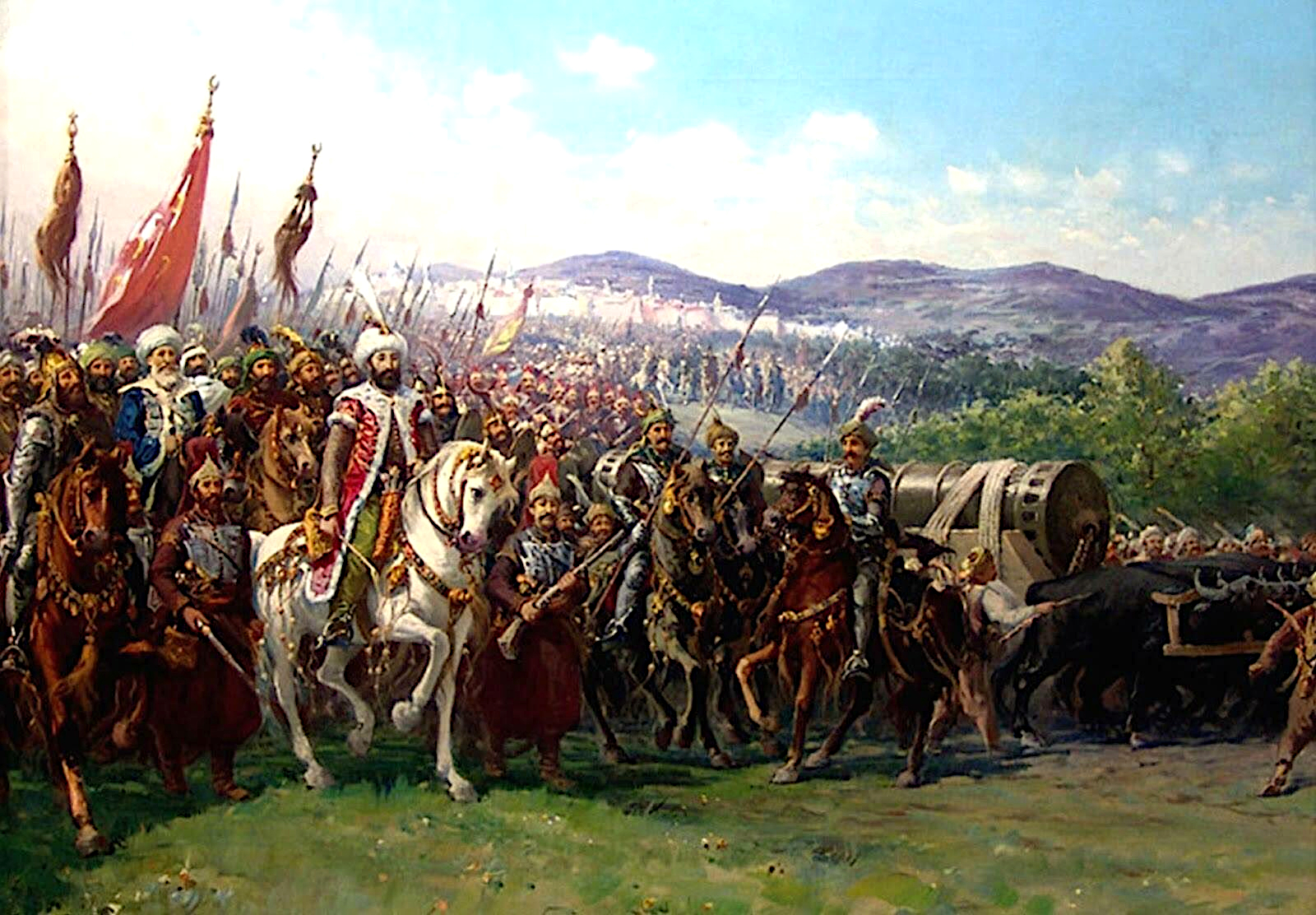
Мехмет II осаждает Константинополь (1903)
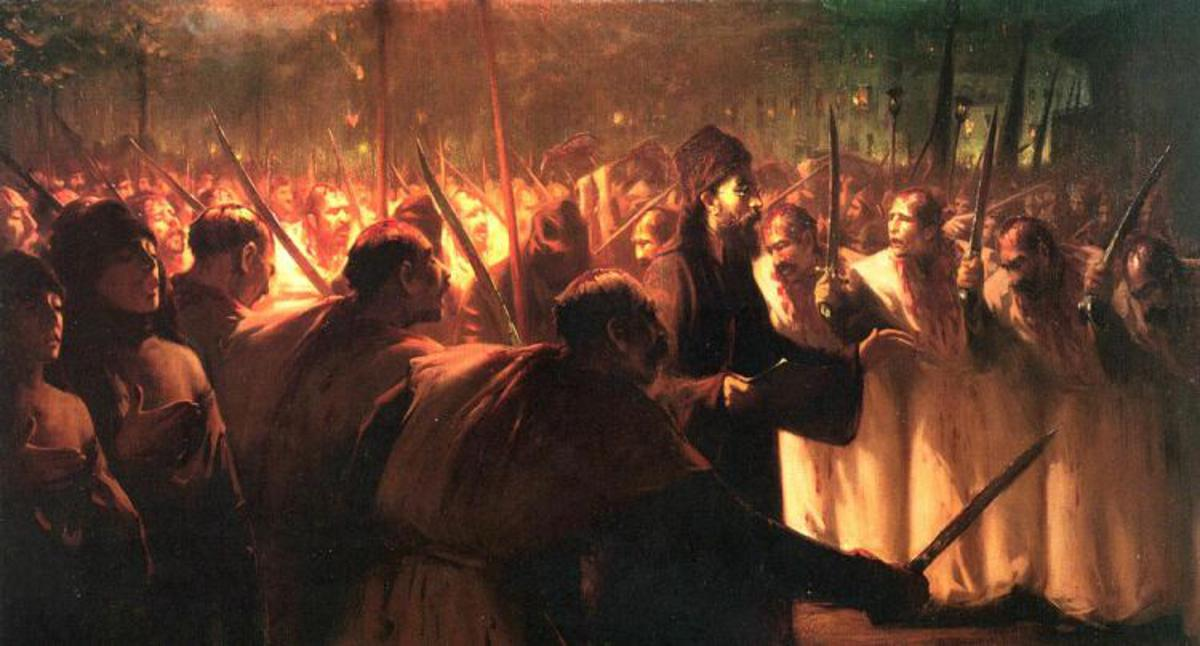
Десятый день мухаррама (1909)
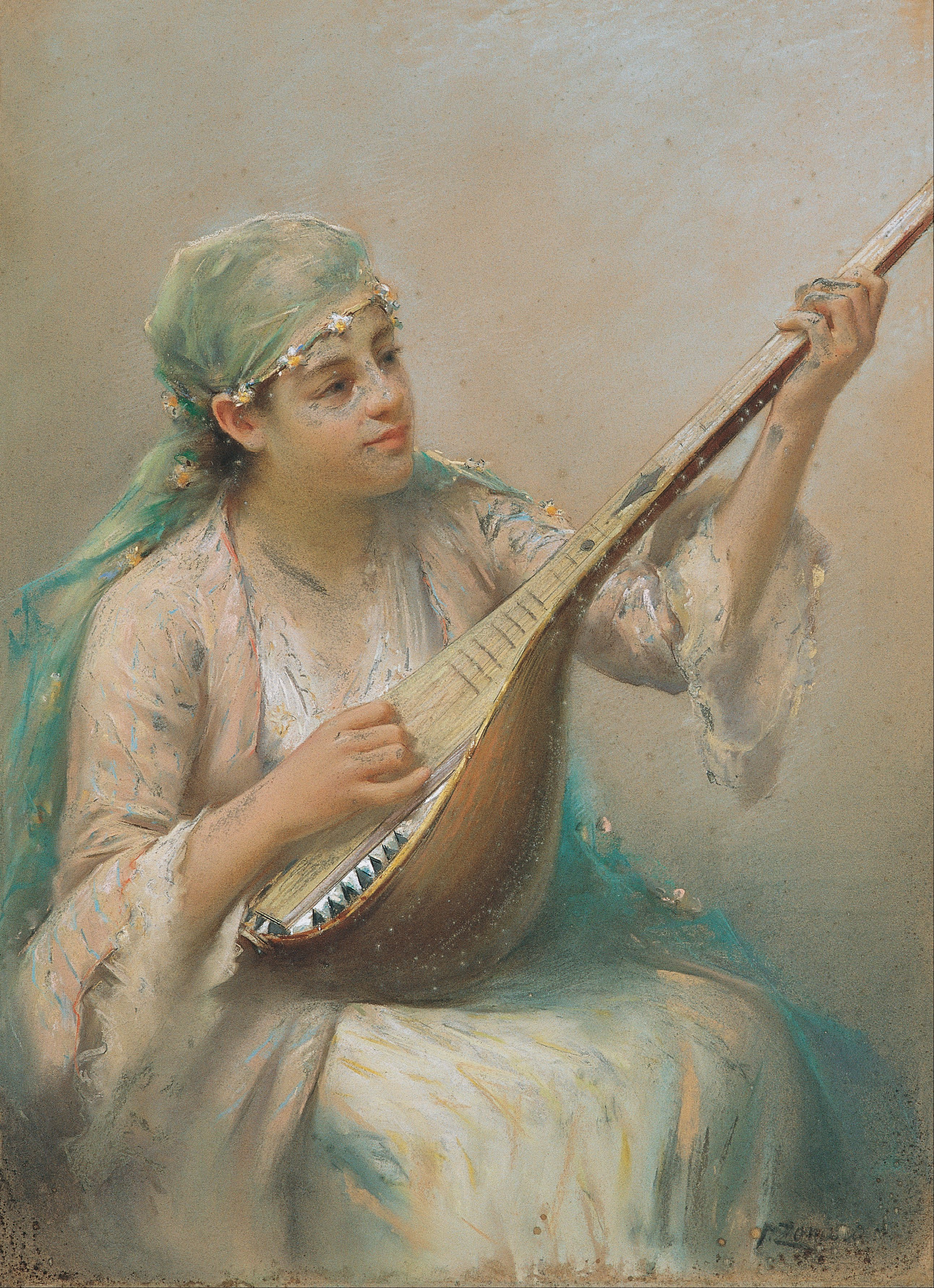
Женщина играет на струнном инструменте (начало XX века). Музей Пера
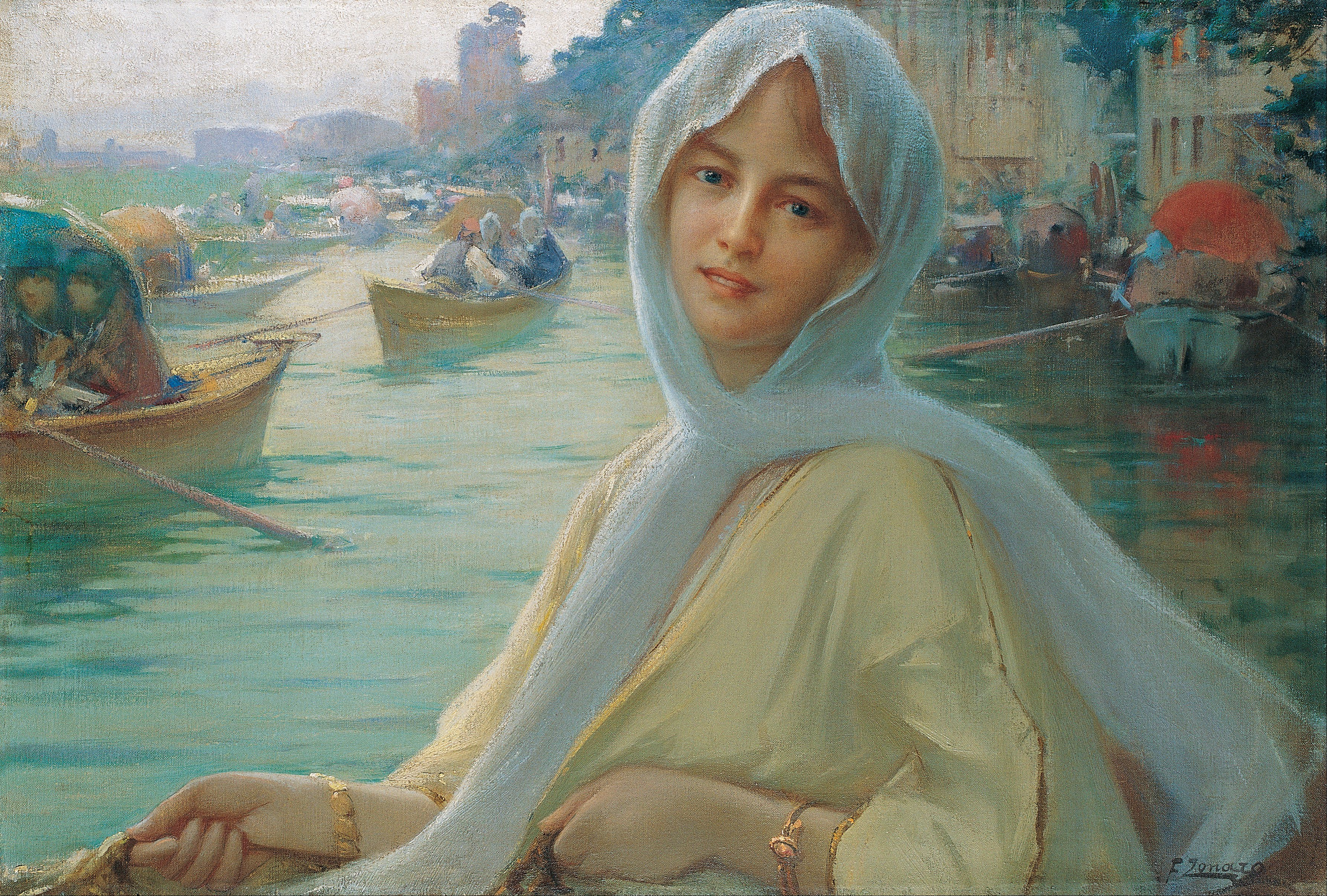
Развлечение на Гёксу (начало XX века)
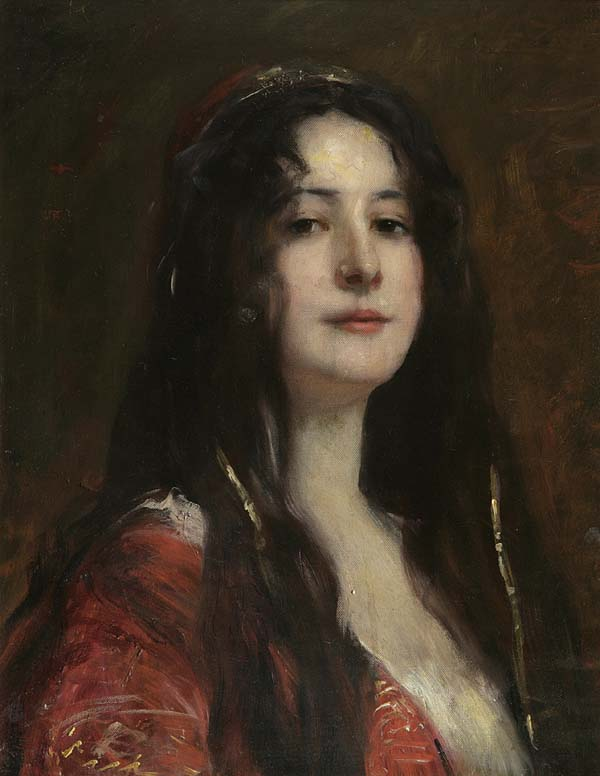
Турчанка (1929)